# Alan Shulman
Alan Shulman (* 4. Juni 1915 in Baltimore; † 10. Juli 2002 in Hudson, New York) war ein US-amerikanischer Komponist und Cellist.
Shuman hatte seit seiner Kindheit Cellounterricht und trat zehnjährig mit seinen Geschwistern Violet (Klavier) und Sylvan Shulman (Violine) als Klaviertrio auf. Am Peabody Conservatory hatte er Unterricht bei Bart Wirtz (Cello) und Louis Cheslock (Harmonielehre). Als die Familie 1928 nach Brooklyn übersiedelte, wurde er Mitglied der National Orchestral Association unter Leitung von Leon Barzin und nahm Unterricht bei Joseph Emonts (Klavier) und Winthrop Sargent (Harmonielehre). Von 1932 bis 1937 studierte er an der Juilliard School Cello bei Felix Salmond und Komposition bei Bernard Wagenaar.
Von 1937 bis 1954 war er, mit einer Unterbrechung von 1942 bis 1948, während derer er u. a. in der amerikanischen Marine diente, Mitglied des NBC Symphony Orchestra unter Leitung von Arturo Toscanini. Er vervollkommnete seine Ausbildung in dieser Zeit bei Emanuel Feuermann (1939) und Paul Hindemith (1942). Als Kammermusiker spielte er von 1935 bis 1938 im Kreiner String Quartet und gründete mit seinem Bruder Sylvan das Stuyvesant String Quartet, mit dem er in den 1940er und 1950er Jahren vor allem Werke zeitgenössischer Komponisten aufführte (u. a. Dmitri Schostakowitschs Klavierquintett in der Carnegie Hall). Außerdem schrieb er Arrangements für Leo Reisman, Andre Kostalanetz, Arthur Fiedler und Wilfred Pelletier und gab während seiner Marinedienstzeit Nelson Riddle Unterricht in Orchestration.
Seinen ersten Erfolg als Komponist hatte Shulman mit dem Theme and Variations für Viola und Orchester, das bei der NBC 1941 mit dem Solisten Emanuel Vardi uraufgeführt wurde. Auf Platte wurde das Werk später u. a. von Yizhak Schotten, Cathy Basrak, Joseph DePasquale und Robert Glazer eingespielt. Seine Suite on American Folk Songs wurde 1944 Eudice Shapiro und Vivian Rivkin in der Carnegie Hall uraufgeführt. Sein Bruder Sylvan spielte 1944 bei der ABC die Uraufführung seiner Pastorale and Dance, die 1947 Oscar Shumsky mit der Baltimore Symphony aufführte.
Für Benny Goodman komponierte er Shulman's Rendezvous, das später von Artie Shaw und Richard Stoltzman aufgenommen wurde. Sein Cellokonzert wurde 1950 von Leonard Rose und dem New York Philharmonic Orchestra unter Dimitri Mitropoulos uraufgeführt. Die Uraufführung seiner Tallulah Bankhead gewidmeten Laurentian Overture fand  1952 unter Leitung von Guido Cantelli in der Carnegie Hall statt. Zudem komponierte Shulman in den 1950er Jahren Songs mit dem Entertainer Steve Allen und schrieb Arrangements für Skitch Henderson, Raoul Poliakin und Felix Slatkin. In den 1960er und 1970er Jahren spielte er zahlreiche Rundfunk- und Plattenaufnahmen ein, komponierte Unterrichtsmaterial, arbeitete mit Bands wie 3 Faces of Glen Cove, Interstate 90, The Corn Shuckers und Mazatlan und schrieb die Arrangements für das Debütalbum des Singer-Songwriters Cris Williamson.
Von 1962 bis 1969 war er Mitglied des Philharmonia Trio, von 1972 bis 1982 des Haydn Quartet. Als Cellolehrer wirkte Shulman u. a. am Sarah Lawrence College, an der Juilliard School, dem Johnson State College und der University of Maine. 1987 zog er sich aus gesundheitlichen Gründen zurück. Die Indiana University ehrte ihn 1997 als Chevalier du Violoncelle.
Seit 1946 war Shulman mit der Pianistin Sophie Pratt Bostelmann verheiratet. Sein Sohn Jay Shulman ist Cellist, sein Sohn Marc Shulman Gitarrist und seine Tochter Laurie Shulman Musikwissenschaftlerin.